# NBA Northwest Division

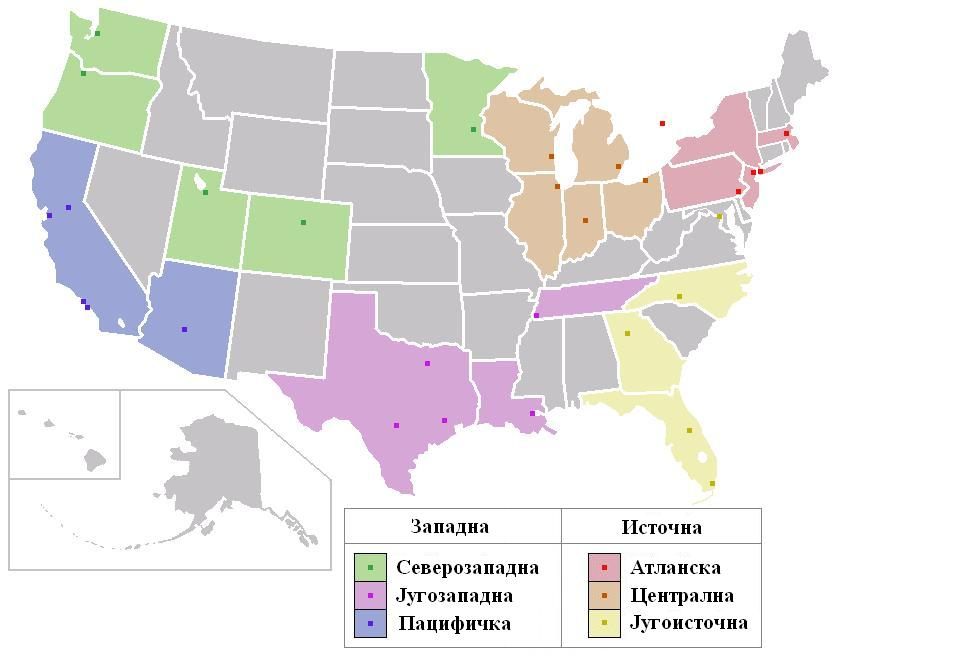

La Northwest Division è una Division della Western Conference del campionato NBA. Le altre Division della Western Conference sono: la Pacific Division e la Southwest Division.
La prima classificata di ogni Division partecipa agli NBA Playoffs, insieme alle altre vincitrici di Division più le restanti cinque squadre con il miglior record (vittorie/sconfitte) di ciascuna Conference.

## Squadre
Fanno parte della Northwest Division le seguenti cinque squadre:
- Oklahoma Thunder
- Minnesota T'wolves
- Denver Nuggets
- Portland T. Blazers
- Utah Jazz

## Albo d'oro della Northwest Division
- 2004-2005:  Seattle S.Sonics
- 2005-2006:  Denver Nuggets
- 2006-2007:  Utah Jazz
- 2007-2008:  Utah Jazz
- 2008-2009:  Denver Nuggets
- 2009-2010:  Denver Nuggets
- 2010-2011:  Oklahoma Thunder
- 2011-2012:  Oklahoma Thunder
- 2012-2013:  Oklahoma Thunder
- 2013-2014:  Oklahoma Thunder
- 2014-2015:  Portland T. Blazers
- 2015-2016:  Oklahoma Thunder
- 2016-2017:  Utah Jazz
- 2017-2018:  Portland T. Blazers
- 2018-2019:  Denver Nuggets
- 2019-2020:  Denver Nuggets
- 2020-2021:  Utah Jazz
- 2021-2022:  Utah Jazz
- 2022-2023:  Denver Nuggets
- 2023-2024:  Oklahoma Thunder
- 2024-2025:  Oklahoma Thunder

## Vittorie per franchigia
| Squadra                             | Titoli |
| ----------------------------------- | ------ |
| Oklahoma Thunder / Seattle S.Sonics | 8      |
| Denver Nuggets                      | 6      |
| Utah Jazz                           | 5      |
| Portland T. Blazers                 | 2      |